# Eileen Powell
Eileen Louisa Powell (3 août 1913; 19 juillet 1997) est une syndicaliste australienne et militante féministe. Elle fut la première femme avocate industrielle de la Nouvelle-Galles du Sud.